# Arthur Schönberg
Arthur Schönberg (geb. am 5. März 1874 in Wien, Österreich-Ungarn; gest. am 20. Februar 1943 im NS-Ghetto Theresienstadt bei Terezin) war ein österreichisch-deutscher Maschinenbauingenieur, der als Pionier der Elektrifizierung und der Wasserkraft-Nutzung sowie Mitbegründer des Deutschen Museums bekannt ist. Er gilt als Schöpfer des Walchenseekraftwerks und des Bayernwerks sowie als Pionier der elektrischen Küche. Er war enger Mitarbeiter von Oskar von Miller. Aus einer jüdischen Familie stammend war er ein Cousin des Komponisten Arnold Schönberg.

## Herkunft und Familie
Arthur Schönbergs Vorfahren stammten aus einer jüdischen Familie in der nordungarischen Kleinstadt Szécsény. Sein Großvater Abraham Schönberg (1812–1871) zog Anfang der 1840er Jahre nach Preßburg und später mit seiner Familie nach Wien in die Leopoldstadt. Er betätigte sich als Galanteriewarenhändler, handelte mit „modischen Gebrauchsgegenständen wie Tüchern, Schals, Parfümfläschchen, Puderdosen, Schmuck usw.“ Arthur Schönbergs Vater Ignaz war 1842 in Preßburg geboren, dessen Bruder Samuel (1838–1889) war der Vater des Komponisten Arnold Schönberg. Ignaz Schönberg besuchte in Preßburg die Grundschule, machte eine kaufmännische Lehre und betrieb später ein „Commissions- und Inkassogeschäft“. Arthur Schönbergs Mutter Charlotte hatte vier Kinder und starb 1885 mit 36 Jahren nach der Entbindung der dritten Tochter Charlotte im Wochenbett, als Arthur elf Jahre alt war. Er blieb bei seinem Vater, seine drei Schwestern kamen bei Tanten unter.

## Schule und Ausbildung
Arthur Schönberg besuchte ab 1880 in der Leopoldstadt Wien die Volksschule und ab 1884 die weiterführende Realschule, eine Art Sekundarschule, in der man die Hochschulreife insbesondere für die Technischen Hochschulen erlangen konnte. 1891 erlangte er die Realschulmatura mit einer Eintragung als „Vorzugsschüler“ im Goldenen Ehrenbuch der Schule. Im Wintersemester 1891/1892 schrieb er sich als Siebzehnjähriger an der Technischen Hochschule Wien für das Studium des Maschinenbaus ein. Auch dort hatte er stets hervorragende Noten, war einer der Besten des Jahrgangs und legte 1894 die Erste und 1896 die Zweite Staatsprüfung  ab. Den akademischen Grad Diplom-Ingenieur erlangte er später über Fernprüfung an der Technischen Hochschule (Berlin-)Charlottenburg. Noch während seines Studiums in Wien lernte Schönberg seine spätere Frau Eveline (Evelyne) Bach, meist Eva genannt, kennen. Sie war vorher zeitweise eng mit seinem Cousin Arnold befreundet.

## Berufliche Anfänge

Schönberg mit Familie (ca. 1906)

Nach dem Abschluss seines Maschinenbaustudiums arbeitete Schönberg kurzzeitig als Ingenieur in einer Maschinenfabrik in seiner Heimatstadt Wien, in der k. k. Hofwagenfabrik Jacob Lohner & Cie., die als erste Fabrik in Wien Automobile herstellte. 1898 siedelte er nach Berlin über und war bei der Allgemeinen Elektricitäts-Gesellschaft (AEG) tätig. Von Emil Rathenau, dem Begründer der AEG, und dessen Sohn Walther wurde Arthur Schönberg hoch geschätzt. 1899 nahm ihn der Elektrotechnische Verein in Berlin als Mitglied auf. Seine Verlobte Eva wollte allerdings nicht  in Berlin leben, so dass Arthur sich in München um eine Stellung bemühte. Ende 1899 schickte er ein Bewerbungsschreiben an das Technische Bureau Oskar von Miller in München, wo er 1900 eine Stellung als technischer Sekretär bekam, anfangs mit einem Jahresgehalt von 3.960 Mark, damals das Fünffache eines durchschnittlichen Einkommens im Deutschen Reich. Im selben Jahr heiratete er in Wien die 21-jährige Eva. Das Ehepaar zog 1900 nach München. 1901 kam Else, die erste Tochter, zur Welt, 1903 die zweite Tochter Lotte.

## Im Ingenieurbüro Oskar von Miller
Auf die Stelle, die Oskar von Miller ausgeschrieben hatte, bewarb sich Schönberg mit folgenden Worten: „Ich bin Jude in ungekündigter Stellung und kann daher keine Zeugnisse vorlegen, aber ich bin bereit, eine Prüfungsarbeit zu machen.“ Miller übermittelte Schönberg eine Aufgabe zum Thema Gasversorgung. Dies geschah wohl im Hinblick auf die Absicht Millers, seinen Geschäftsbereich Stromerzeugung durch Elektrizitätswerke auszuweiten. In seiner Schönberg-Biografie geht der Historiker Wilhelm Füßl davon aus, dass Emil Rathenau von der AEG, bei der Schönberg zuvor tätig war, möglicherweise Oskar von Miller auf den jungen Ingenieur aufmerksam gemacht hat. Schönberg begann seine Tätigkeit im Büro Oskar von Miller am 18. Juni 1900. Kurz danach lud von Miller Schönberg ein, ihn auf seiner Reise zur Weltausstellung Paris 1900 zu begleiten. Dort wurde vieles präsentiert, das in die Konzeption des Technik-Museums einfloss, das Oskar von Miller schon länger vorschwebte und in dieser Zeit im Stadium der Ideenfindung war. Schwerpunkt der Tätigkeit Schönbergs im Büro Oskar von Miller war zunächst die Entwicklung und der Bau von Elektrizitätskraftwerken.

## Landes-Elektrizitätswerke

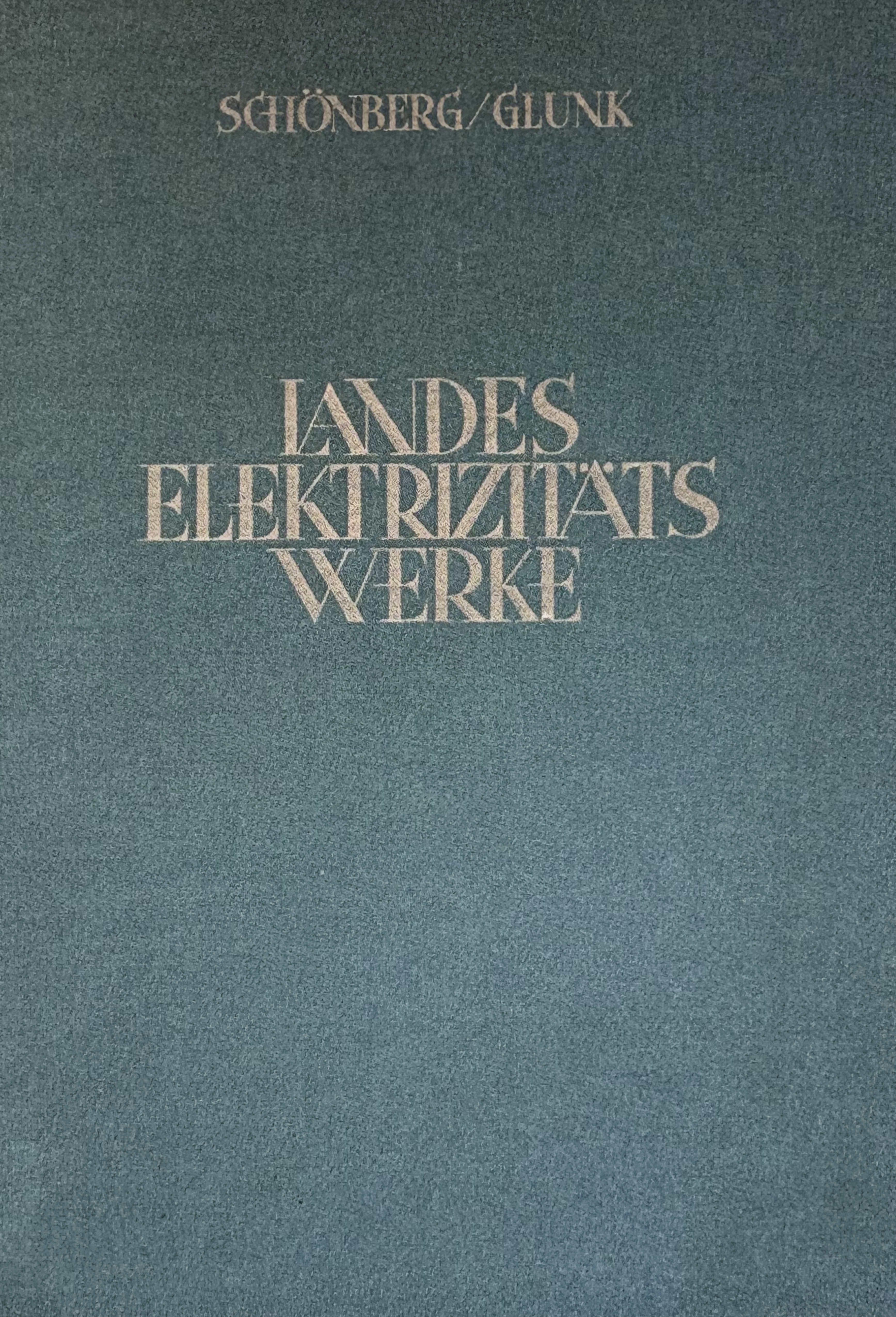
Publikation Landes-Elektrizitätswerke (1926)

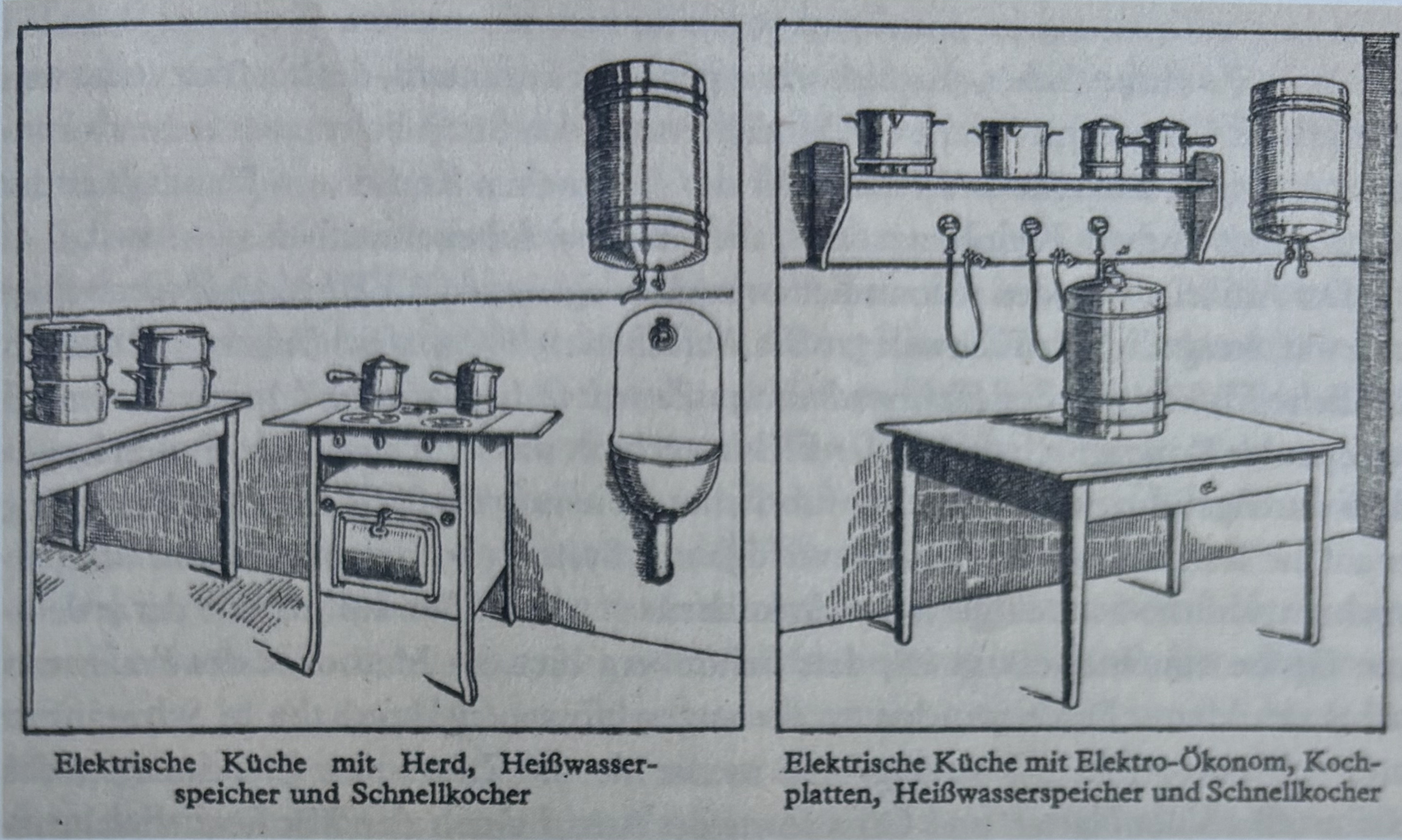
Elektrisches Kochen in Schweinfurt und Schwandorf

Grundlage für den Einstieg in die landesweite Elektrifizierung war das von Oskar von Miller zusammen mit Arthur Schönberg verfasste Werk Die Versorgung der Städte mit Elektricität. Miller befand sich 1902 zu einem Kuraufenthalt in Wiesbaden und arbeitete bis zu sieben Stunden am Tag mit Schönberg an dem Buch. Schönberg war inzwischen zum engsten Vertrauten von Millers aufgestiegen, wurde Prokurist, Bürochef und 1921 Gesellschafter der 1921 neu strukturierten Ingenieurbüros Oskar von Miller GmbH mit Sitz in München. Als Mitgeschäftsführer dieses Büros entwarf Schönberg die Pläne für das Walchenseekraftwerk und das Bayernwerk. Schönberg empfahl in dem Gutachten über die Reichselektrizitätsversorgung, die wichtigen in Bayern bestehenden Wasserkraftwerke sowie Dampf-, Kohle- und Gaskraftwerke zusammenzuschließen, was dann auch verwirklicht wurde. Im Zusammenhang mit der Planung  für das thüringische Landeselektrizitätsnetz verfasste Schönberg den Aufsatz Das Thüringenwerk, danach mit seinem Kollegen Ernst Glunk die Publikation Landes-Elektrizitätswerke, die 1926 im Münchner R. Oldenbourg Verlag erschien. Maßgeblich beteiligt war Schönberg auch an der Projektierung der Pfalzwerke, der Karpatenwerke und der Gasversorgung in der Rheinpfalz. 1920 erhielt er die bayerische Staatsbürgerschaft und wurde 1925 mit dem Ehrentitel eines bayerischen Landesbaurats ausgezeichnet.

## Elektrisches Kochen
In Zusammenhang mit der landesweiten Elektrifizierung experimentierte Arthur Schönberg gern mit technischen Lösungen für den Alltag der Menschen, wie zum Beispiel der Einführung von elektrischen Haushaltsgeräten zum Kochen und Backen. Im Oktober 1927 berichtete er erstmals über „Versuche zur Einführung der Elektrowärme im Haushalt“. In einem Pilotprojekt mit den kommunalen Elektrizitätswerken in Schweinfurt und Schwandorf wurden elektrische Prototypen für die Küche erprobt, Kochherde mit zwei und drei Platten, Brat- und Backrohr und Schnellkocher. Schönberg ging es bei seinem Bemühen um die Einführung elektrischen Kochens auch darum, Menschen mit niedrigerem Einkommen daran zu beteiligen. An den Stadtrat von Schwandorf schrieb er im Dezember 1927: „Wir hoffen, dass hierdurch namentlich auch die minderbemittelte Bevölkerung Gelegenheit zum ausgiebigeren Wärmestromverbrauch erhalten wird.“

## Engagement im Deutschen Museum

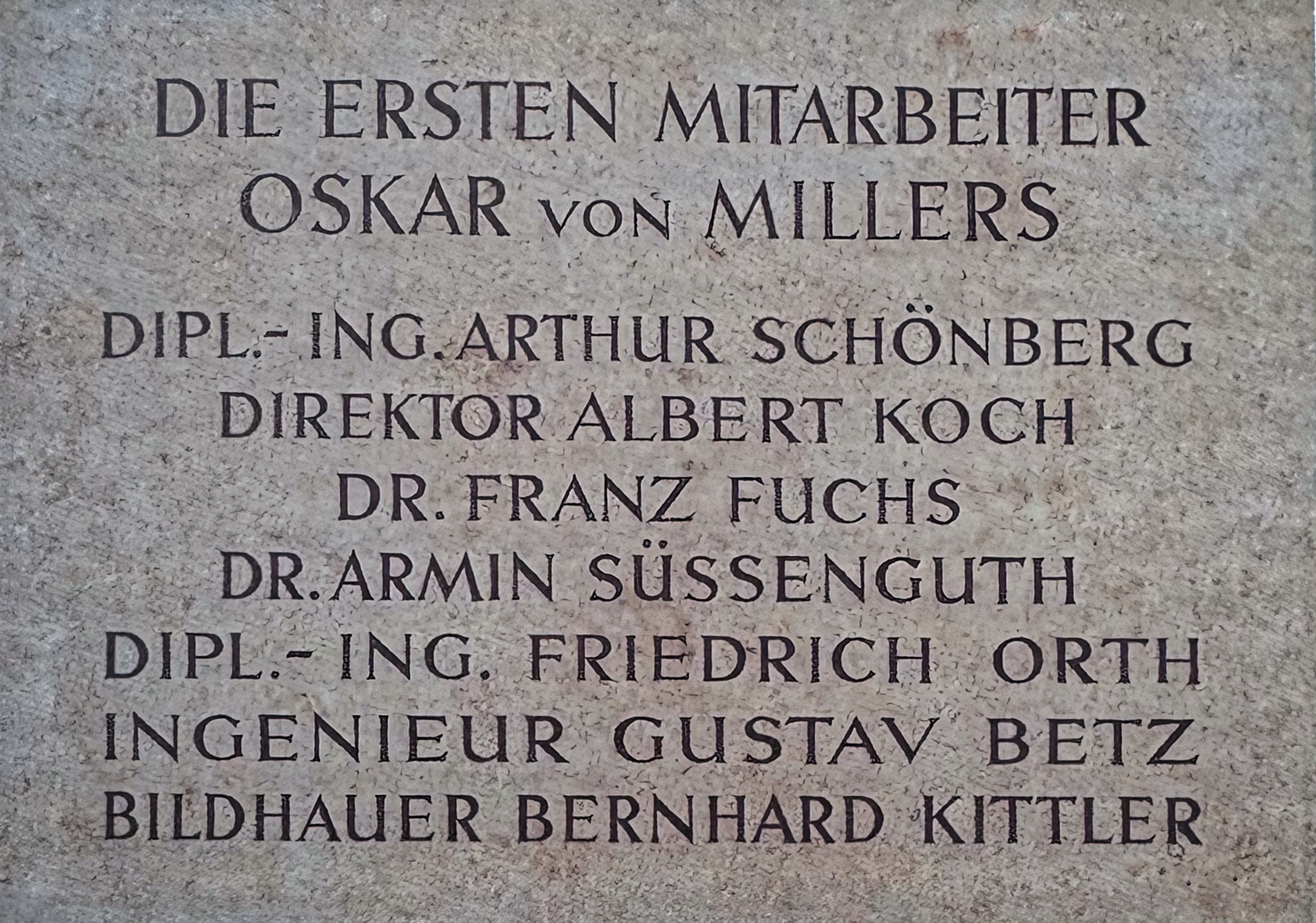
Ehrentafel für die ersten Mitarbeiter des Deutschen Museums

Arthur Schönberg hatte großen Anteil an der Gründung des Deutschen Museums in München im Jahr 1903. Von 1903 bis 1907 leitete er neben seiner Tätigkeit im Büro Oskar von Miller die „Wissenschaftliche Abteilung“ des Deutschen Museums. Er war zuständig für die Einwerbung von Fördergeldern und Anwerbung fördernder Mitglieder sowie für die Sammlung von Museumsobjekten. Er warb die ersten Fotografien Deutschlands von Franz von Kobell ein, die zu den wertvollsten Sammlungsobjekten des Deutschen Museums zählen. Als wissenschaftlicher Sammlungsleiter strukturierte Schönberg die Fachgebiete; anfangs waren es 29 Bereiche, später wurden sie auf 45 erweitert: von Mathematik über Physik, technische Mechanik, Chemie, Elektrochemie bis Geologie und Textilindustrie. Auf der Ehrentafel mit Millers wichtigsten Mitarbeitern am Aufgang zum Ehrensaal des Deutschen Museums steht an erster Stelle Arthur Schönberg. Er ist auch der Verfasser der Chronik des Deutschen Museums.

## Verfolgung im Nationalsozialismus

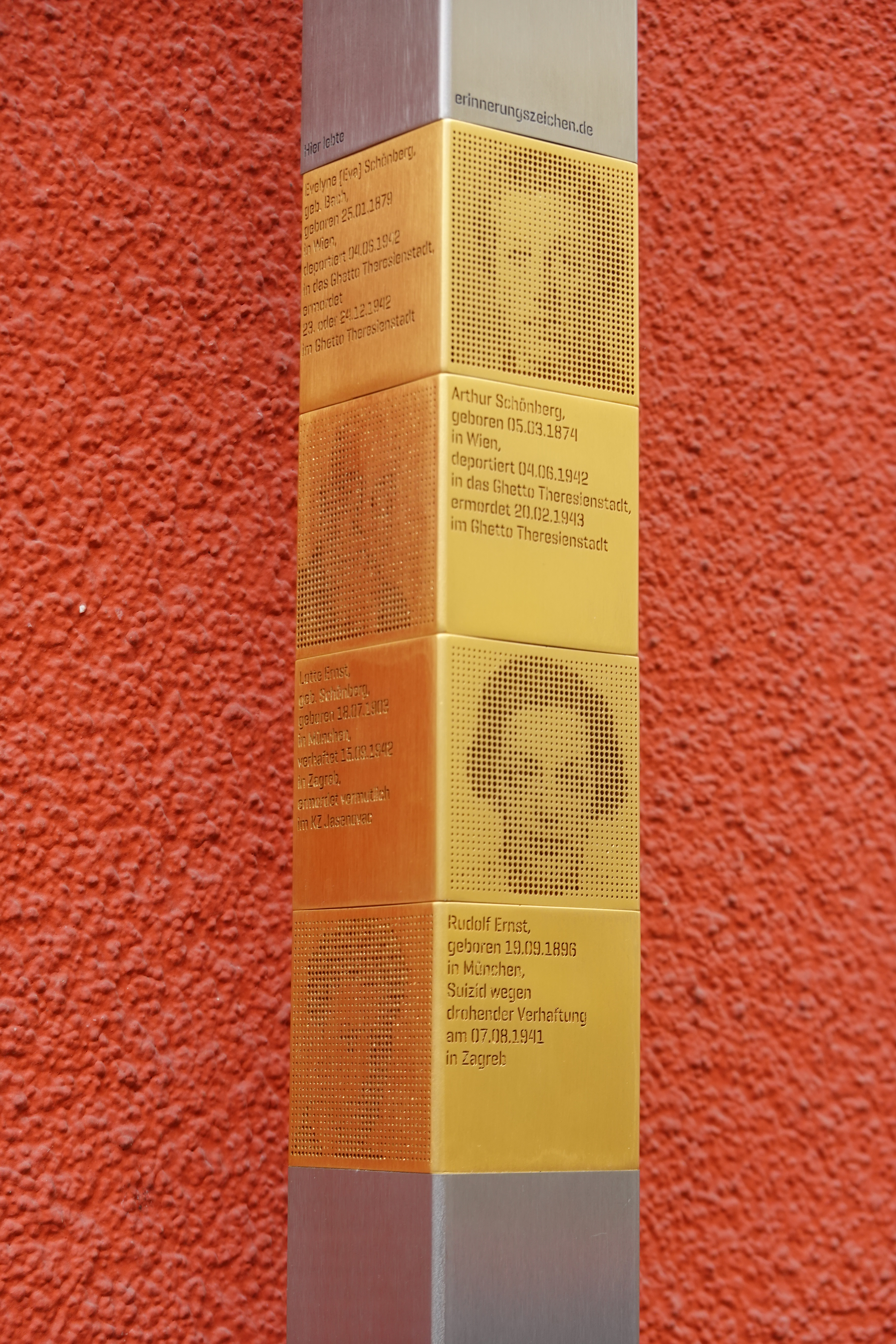
Erinnerungszeichen am Haus Hiltenspergerstraße 43 in München-Schwabing

Bereits früh sah Schönberg sich antisemitischen Angriffen ausgesetzt. Die Repressalien nahmen immer mehr zu. In einem Bericht über die „Zustände am Deutschen Museum“ vom 6. Oktober 1933 heißt es diffamierend: „Der Jude Schönberg und Oskar von Miller waren die ersten Jünger Kurt Eisners“, sie galten also gewissermaßen Sozialisten. Nach Oskar von Millers Tod am 7. April 1934 entzog sein Nachfolger Hugo Bruckmann Schönberg alle Aufgaben im Deutschen Museum. Insgesamt wurden im Zuge der Umsetzung der NS-Rassengesetze 16 jüdische Männer ihrer Mitgliedschaft im Vorstand und Ausschuss des Deutschen Museums enthoben, neben Schönberg unter anderem prominente Mitglieder wie Siegfried Aufhäuser, Otto Bernheimer, Moritz Horkheimer und Felix M. Warburg. Zugleich wurden Schriften von Juden aus der Museumsbibliothek entfernt, auch Schönbergs Landes-Elektrizitätswerke. Im Jahr 1937 musste Schönberg seine Geschäftsanteile an der Ingenieurbüro Oskar von Miller GmbH aufgeben.
Die Repressalien nahmen von Monat zu Monat zu. Zunächst nahm Schönberg die Bedrohung für sich und seine Familie nicht ernst. Wilhelm Füßl schreibt: „Er fühlte sich nicht bedroht. ‚Was kann mir schon passieren‘, hat er seiner Tochter gesagt. Er glaubte, aufgrund seiner Verdienste geschützt zu sein. Er war Bayerischer Landesbaurat, hat viele Auszeichnungen bekommen, den Goldenen Ehrenring des Deutschen Museums.“ „Aber am Ende hat ihm das alles nichts geholfen.“
Nach den Novemberpogromen 1938 wurde Schönberg im KZ Dachau inhaftiert. Die Nationalsozialisten entrechteten die Schönbergs und nahmen ihnen ihren ganzen Besitz weg; ihre Wohnung im Haus Hiltenspergerstraße 43 mussten sie aufgeben und kamen in ein Internierungslager im Kloster St. Michael der Barmherzigen Schwestern in Berg am Laim.
Am 4. Juni 1942 wurden das Ehepaar von München ins Ghetto Theresienstadt deportiert. Die Nazis ließen ihnen 100 Reichsmark für die Kosten der Zugfahrt nach Theresienstadt. Die hinterlegte Reichsfluchtsteuer, die Schönberg im Zuge seiner Bemühungen um Emigration abgeben musste, verfiel laut Mitteilung des Finanzamts mit der Deportation. Im Dezember 1942 starb Eva Schönberg, am 20. Februar 1943 Arthur Schönberg, laut Todesfallanzeige des Ghettos Theresienstadt an einer Lungenentzündung.
Schönbergs Tochter Lotte wurde Kunstgewerblerin und Kostümbildnerin, sie heiratete den Kunstmaler Rudolf Ernst, der 1941 in Zagreb aus Furcht vor Repressalien durch das dortige Ustascha-Regime gemeinsam mit seinem Bruder Hugo Selbstmord beging. Lotte wurde 1942 verhaftet und wahrscheinlich im KZ Jasenovac ermordet. Ihr Sohn Michael wurde nach Kriegsende von seiner Tante Else Schönberg nach Frankreich geholt und adoptiert.

## Spurensuche und Würdigung
Wilhelm Füßl, von 1992 bis 2021 Leiter des Archivs des Deutschen Museums, legte 2024 anlässlich des 150-jährigen Geburtstags von Arthur Schönberg eine 270-seitige Biografie über dessen Leben und Wirken vor. Mit dem Untertitel „Ingenieurleben im Schatten Oskar von Millers“ weist er auf dessen Bedeutung und belegt das mit einer Fülle von Dokumenten, dass Schönberg nicht nur der wahre Schöpfer des Walchenseekraftwerks und des Bayernwerks war, sondern auch „bei der Gründung, dem Auf- und dem Ausbau des Deutschen Museums“ eine wichtige Rolle spielte. Füßl entdeckte Schönbergs bedeutende Rolle bei der Gründung des Museums anlässlich seiner Recherchen zur Geschichte des Museums, bei denen er in den Unterlagen häufig auf das Kürzel „Sch“ stieß. Eine wichtige Quelle bei Füßls Spurensuche war Arthur Schönbergs Tochter Else Schönberg. Füßl schildert auch ausführlich, wie Schönberg von den Nationalsozialisten verfolgt, entrechtet, finanziell ruiniert, deportiert und zusammen mit seiner Frau Eva in Theresienstadt ermordet wurde. Am 5. März 2025 gedachten die Stadt München und das Deutsche Museum der Familie Schönberg in einer Feierstunde in der Bibliothek des Museums. Am ehemaligen Wohnhaus der Familie Schönberg (Hiltenspergerstraße 43) erinnert eine am gleichen Tag angebrachte Stele an Arthur und Eva Schönberg und an deren Tochter Lotte sowie deren Ehemann Rudolf Ernst.

## Auszeichnungen
- 1906: Goldene Ludwigsmedaille, Abteilung Industrie[24]
- 1925: Goldener Ehrenring der Bayerischen Staatsregierung[24]
- 1926: Ehrentitel Landesbaurat
- 1930: Oskar-von-Miller-Plakette des Deutschen Museums
- 2025: Erinnerungszeichen am Haus Hiltenspergerstraße 43[25]

## Schriften
- Die Reproduktionstechnik im Deutschen Museum. In: Der Sammler, Band 77 (1908), Nr. 70, S. 2–4.
- (mit Ernst Glunk): Landes-Elektrizitätswerke. R. Oldenbourg, München 1926.
- Chronik des Deutschen Museums von Meisterwerken der Naturwissenschaft und Technik. Gründung, Grundsteinlegung und Eröffnung 1903–1925. München 1927. (mit einem Vorwort von Adolf von Harnack)
- Die elektrische Küche. In: Elektrotechnische Zeitschrift, 50. Jahrgang 1929, S. 1689–1692. (Digitalisat auf archive.org)
- Über den Einfluß der Wärmestromverteilung auf die Belastungsverhältnisse der Elektrizitätswerke. In: Elektrizitätswirtschaft, 29. Jahrgang 1930, S. 479–492.